# Kernenried
Kernenried är en ort och kommun i distriktet Emmental i kantonen Bern, Schweiz. Kommunen har 543 invånare (2023).